# Ренник, Юлия Дмитриевна
Юлия Дмитриевна Ренник (в девичестве — Павлина, род. 25 июня 1947 года, Украинская ССР, СССР) — советская фигуристка, бронзовый призёр чемпионата СССР в парном катании 1978 года. Первый мастер спорта СССР в Свердловской области, заслуженный тренер РСФСР.

## Биография
Начала карьеру как одиночница, в 1965 году участвовала во всесоюзных соревнованиях в Киеве. Была ученицей Игоря Москвина.
Поступила в Ленинградский государственный институт физической культуры имени П. Ф. Лесгафта. На втором курсе вышла замуж за Ардо Ренника, с которым занималась парным фигурным катанием под руководством Игоря Борисовича Москвина. Пара выступала за сборную Ленинграда.
По окончании института в 1967 году вместе с мужем переехала в город Первоуральск Свердловской области, где работала детским тренером и представляла команду «Уральский трубник». В 1971 году пара заняла третье место на Открытом чемпионате Москвы, выполнив норматив мастера спорта СССР. Они стали первыми фигуристами в Свердловской области, удостоенными этого звания. После этого успеха переехали в Свердловск, чтобы продолжать тренировки под руководством Игоря Ксенофонтова.
Последующие сезоны принесли паре множество побед: Юлия и Ардо Ренник неоднократно становились победителями республиканского чемпионата, занимали призовые места на Кубке СССР, побеждали на Спартакиадах народов РСФСР и СССР. В 1978 году, со сложной программой, включавшей в том числе выброс тройной риттбергер, завоевали бронзовые медали на Спартакиаде народов СССР, на которой одновременно разыгрывался титул чемпионов СССР. Таким образом, пара стала третьей по силе в стране.
После этого спортивная карьера супругов Ренник завершилась. Юлия Ренник поступила в ГИТИС на отделение балетмейстеров фигурного катания, затем продолжила работу тренером в свердловском спорткомплексе «Юность». Среди её воспитанников — двукратный чемпион мира в парном катании среди юниоров Юрий Квашнин и бронзовые призёры чемпионата мира в парном катании среди юниоров Ирина Сайфутдинова и Алексей Тихонов, чемпионы РСФСР в парном катании Юлия Быстрова и Александр Тарасов. В 1983 году Юлия Ренник вместе с Ардо Ренником была удостоена звания «Заслуженный тренер РСФСР». В 1985 у них родилась дочь Диана, будущая четырёхкратная чемпионка Эстонии в парном катании.
После распада СССР и сокращения штата тренеров, Ардо Ренник переехал из России в Финляндию, через три года туда перебралась и Юлия с дочерью. Сначала они жили в Оулу, затем в Порвоо. Ренник тренировали фигуристов Финляндии и Эстонии, в том числе готовили к соревнованиям свою дочь в паре с Алексеем Саксом, выступавших за сборную Эстонии.

### Семья
- Ренник, Ардо — муж и партнёр, тренер[4].
- Ренник, Диана — дочь, чемпионка Эстонии в парном катании[4].

## Спортивные достижения
С Ардо Ренникм
| Соревнования/Сезон        | 1970—1971 | 1971—1972 | 1972—1973 | 1973—1974 | 1974—1975 | 1975—1976 | 1976—1977 | 1977—1978 |
| ------------------------- | --------- | --------- | --------- | --------- | --------- | --------- | --------- | --------- |
| Чемпионат СССР            |           | 5         |           | 5         | 8         | 5         | 5         | 3         |
| Спартакиада народов СССР  |           |           |           | 5         |           |           |           | 3         |
| Кубок СССР                |           | 2         | 3         |           | 4         | 2         | 2         |           |
| Чемпионат РСФСР           | 1         | 2         |           | 1         |           | 1         |           | 1         |
| Спартакиада народов РСФСР |           |           |           | 1         |           |           |           | 1         |
| 1.                        |           |           |           |           |           |           |           |           |

## Награды и звания
- Мастер спорта СССР (1971)[4]
- Внесена в Книгу Почета Свердловского областного совета ДСО «Спартак»[4]
- Заслуженный тренер РСФСР (1983)[4]